# Cul de Sac
Cul de Sac – miasto na wyspie Sint Maarten (terytorium Sint Maarten – autonomiczna część Holandii). Według danych szacunkowych na rok 2010 liczy 10 724 mieszkańców. Przemysł spożywczy.